# Осацька кампанія
О́сацька кампа́нія (яп. 大坂の陣, おおざかのじん, МФА: [oːsaka no d͡ʑiɴ]) — війна в Японії у 1614—1615 роках між сьоґунатом Едо на чолі з Токуґавою Ієясу та самурайським родом Тойотомі на чолі з Тойотомі Хідейорі. Велася за встановлення верховенства влади сьоґунату над країною. Велася довкола Осацького замку, головної цитаделі роду Тойотомі. 
Проходила у два етапи, що отримали назви 
- Зимо́ва о́сацька кампа́нія (яп. 大坂冬の陣, おおさかふゆのじん)
- Лі́тня о́сацька кампа́нія (яп. 大坂夏の陣, おおさかなつのじん).

Перша кампанія розпочалася взимку 1614 року під приводом інциденту в монастирі Хокодзі. Сили Токуґави оточили Осаку, але не могли здобути цитаделі. В результаті обидві сторони підписали мир, за яким зовнішні укріплення Осацького замку були зруйновані. Друга кампанія стартувала під приводом порушення миру родом Тойотомі, що заходився укріпляти замкові рови. Війська Токуґави знову оточили Осаку й розстріляли головну башту замку з гармат. Тойотомі Хідейорі та його матір пані Йодо вчинили самогубство. Рід Тойотомі було знищено. Сьоґунат Едо став повновладним урядом Японії. Токуґава Ієясу зніс старий Осацький замок і його місці побудував новий.